# François Villette
François Villette (1621-1698) fue un ingeniero en óptica y el experto en fuegos artificiales  de la corte de Luis XIV de Francia que estudio la tecnología solar al diseñar un espejo de bronce estañado de casi un metro de diámetro, que usó para reflejar los rayos del sol sobre objetos que derretía en la corte de Versalles.